# کرستاک
کرستاک (به صربی: Krstac) یک کوه در صربستان است که در Western Serbia واقع شده‌است. کرستاک ۶۹۹ متر بالاتر از سطح دریا واقع شده‌است.